# Valentín Paniagua
Valentín Demetrio Paniagua Corazao (ur. 23 września 1936 w Cuzco, zm. 16 października 2006 w Limie) – peruwiański polityk Acción Popular, adwokat, prezydent Peru od 22 listopada 2000 roku do 28 lipca 2001. Na urząd tymczasowy został powołany po spektakularnej ucieczce za granicę poprzedniego prezydenta Alberto Fujimori, z misją zorganizowania następnych wyborów prezydenckich. 